# Heinzentalgraben
Der Heinzentalgraben ist ein auf dem Gebiet des Heidenheimer Stadtteils Großkuchen verlaufender Quellfluss der Egau. Der Bach liegt meist trocken.

## Geographie

### Verlauf
Der Bach beginnt seinen Lauf im Heinzental, von dem ein Abschnitt Landschaftsschutzgebiet ist. Weiter abwärts im Tal wurde 1973 ein Hochwasserrückhaltebecken mit 8,5 m hohem Erddamm errichtet, das etwa 230.000 m³ Wasser zurückhalten kann, gewöhnlich aber trocken liegt.
Aufgrund der starken Verkarstung der Schwäbischen Alb liegt der Bach selbst auch fast immer trocken. Er führt nur nach starken Regenfällen oder während der Schneeschmelze Wasser.

### Einzugsgebiet
Das oberflächliche Einzugsgebiet auf der verkarsteten Schwäbischen Alb ist fast zehn Quadratkilometer groß.